# Palácio Real de Amesterdão
O Palácio Real de Amesterdão (Koninklijk Paleis te Amsterdam ou Paleis op de Dam, em neerlandês), é um palácio da capital dos Países Baixos, localizado no extremo ocidental da Praça Dam, próximo da igreja Nieuwe Kerk. É um dos quatro palácios oficiais dos Países Baixos à disposição do Rei Guilherme.
Foi erguido entre 1648 e 1665 — durante o Século de Ouro dos Países Baixos, quando Amesterdão se encontrava no auge de seu poder — segundo um projecto do arquitecto e artista Jacob van Campen. O edifício, desenhado em estilo clássico holandês, foi construído para acolher a Stadhuis ("Câmara Municipal"). As esculturas vieram da oficina de Artus Quellijn. Foi inaugurado no dia 29 de julho de 1655 por líderes da cidade. Os interiores, centrados no poder e prestígio de Amesterdão, foram concluídos mais tarde, principalmente por Rembrandt e Ferdinand Bol.
A partir de 1808, o edifício deixou de ser considerado como sede do município, ganhando o estatuto de palácio real. Desde 1939 é usado pela família real da Casa de Orange-Nassau, não como sua residência , mas com funções de representação e como casa de hóspedes para as visitas de Estado. Devido a obras de recuperação, o palácio esteve fechado ao público entre Setembro de 2005 e o Verão de 2008.
Desde 1856 eleva-se directamente em frente do palácio, no local onde antigamente se erguia a velha câmara municipal gótica, o memorial De Eendracht ("A Harmonia"), executado por Louis Royer, o qual, em 1914, teve que ser removido e instalado mais longe devido às recém-colocadas linhas dos eléctricos. Em 1956 foi erguido na praça o Nationalmonument ("Monumento Nacional"). Ambos, formam um Rijksmonument .

## Importância

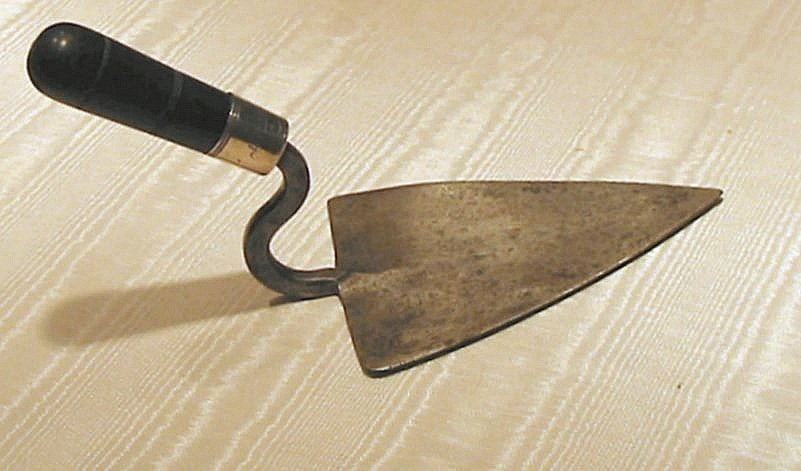
A espátula de prata usada para a colocação da primeira pedra.

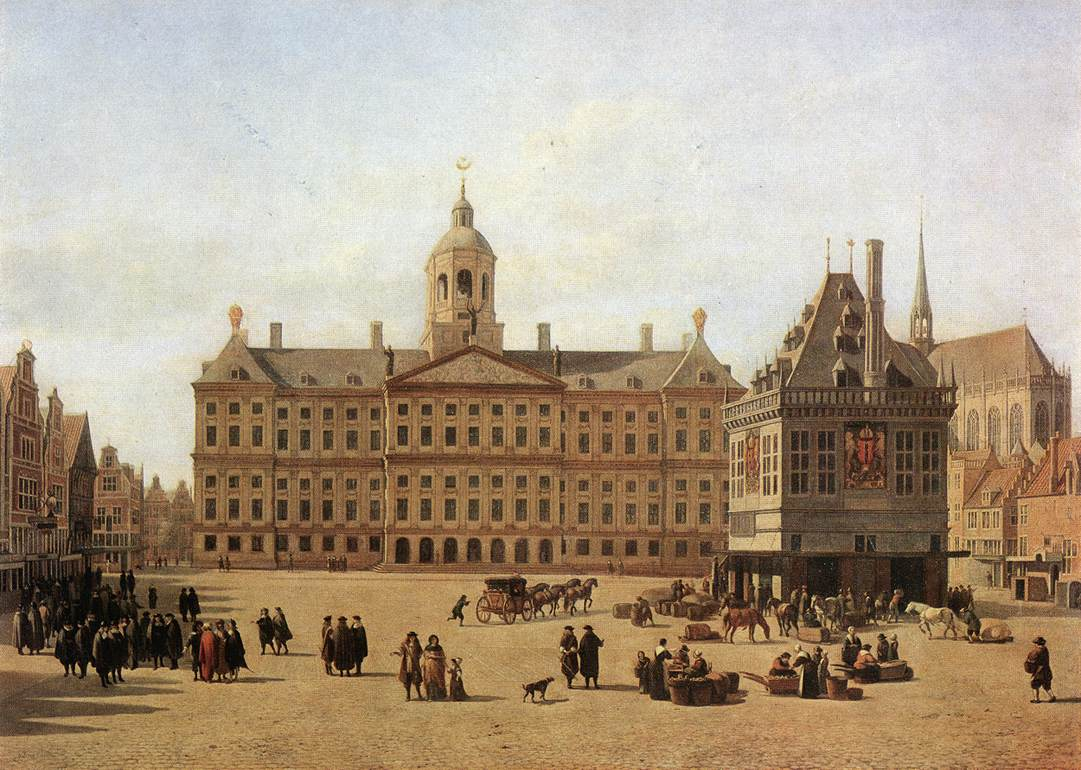
Aspecto siscentista da Praça Dam, com o palácio ao fundo. Pintura de Gerrit Adriaenszoon Berckheyde.

O Palácio Real de Amesterdão é tido como a estrutura histórica e cultural mais importante da Idade de Ouro dos Países Baixos e na sua construção esteve envolvida a maior quantia dispendida para um edifício não religioso, a gigantesca soma de 8,5 milhões de florins.
Inicialmente residiam aqui não reis, mas burgemeester (burgomestres — presidentes de câmara); o edifício foi construído como sede dos magistrados (órgão colectivo de topo na gestão do município) e do tribunal da cidade.
O poeta Constantijn Huygens elogia a palácio como "a oitava maravilha do mundo, erguida com tanta pedra, e com tanta madeira incluida", como referência ao facto de o edifício se erguer sobre 13.659 estacas de madeira. 
A espátula de prata usada para colocar a primeira pedra ainda hoje se encontra exposta como recordação.

## Planeamento e Construção

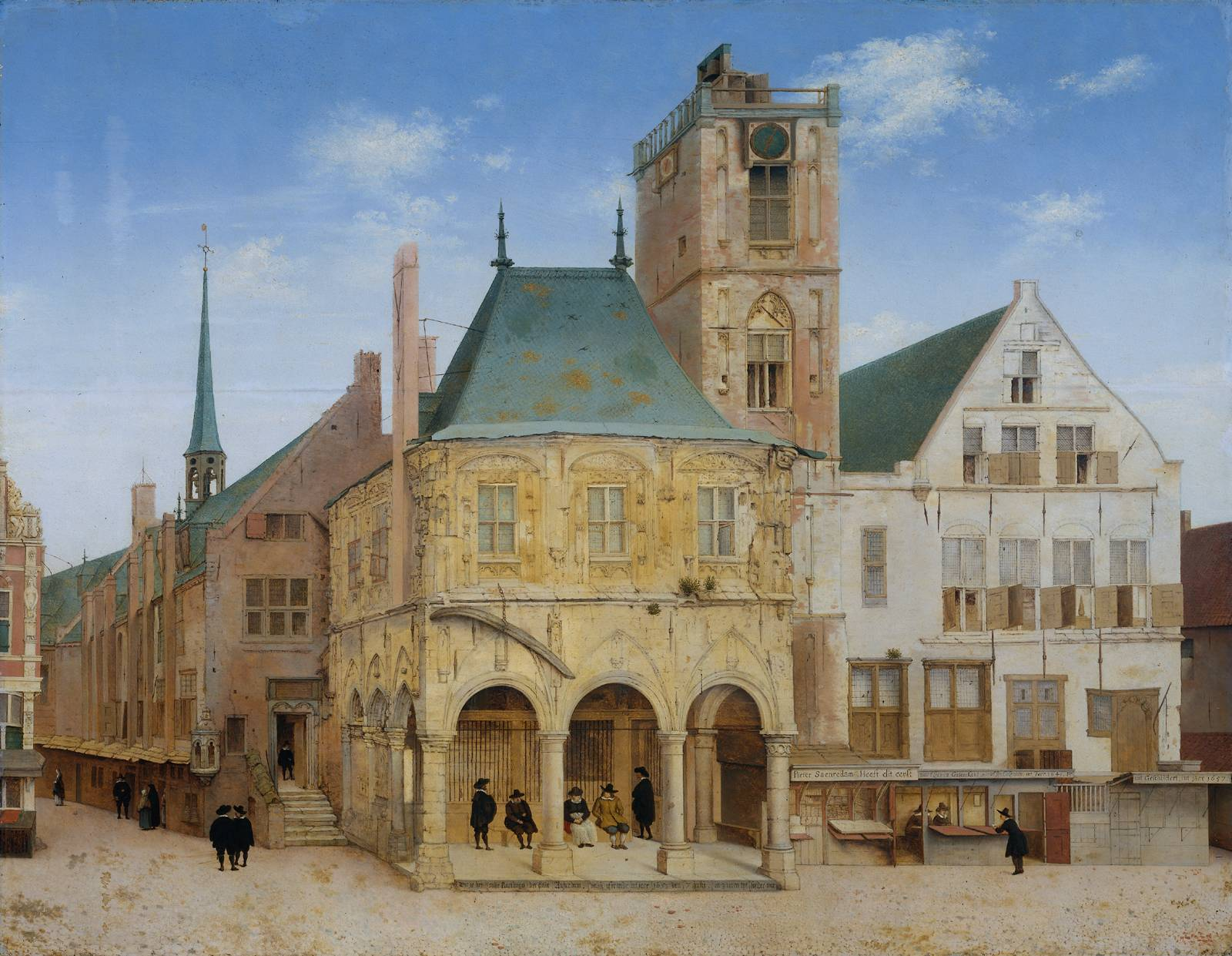
A antiga câmara municipal gótica, queimada em 1652.

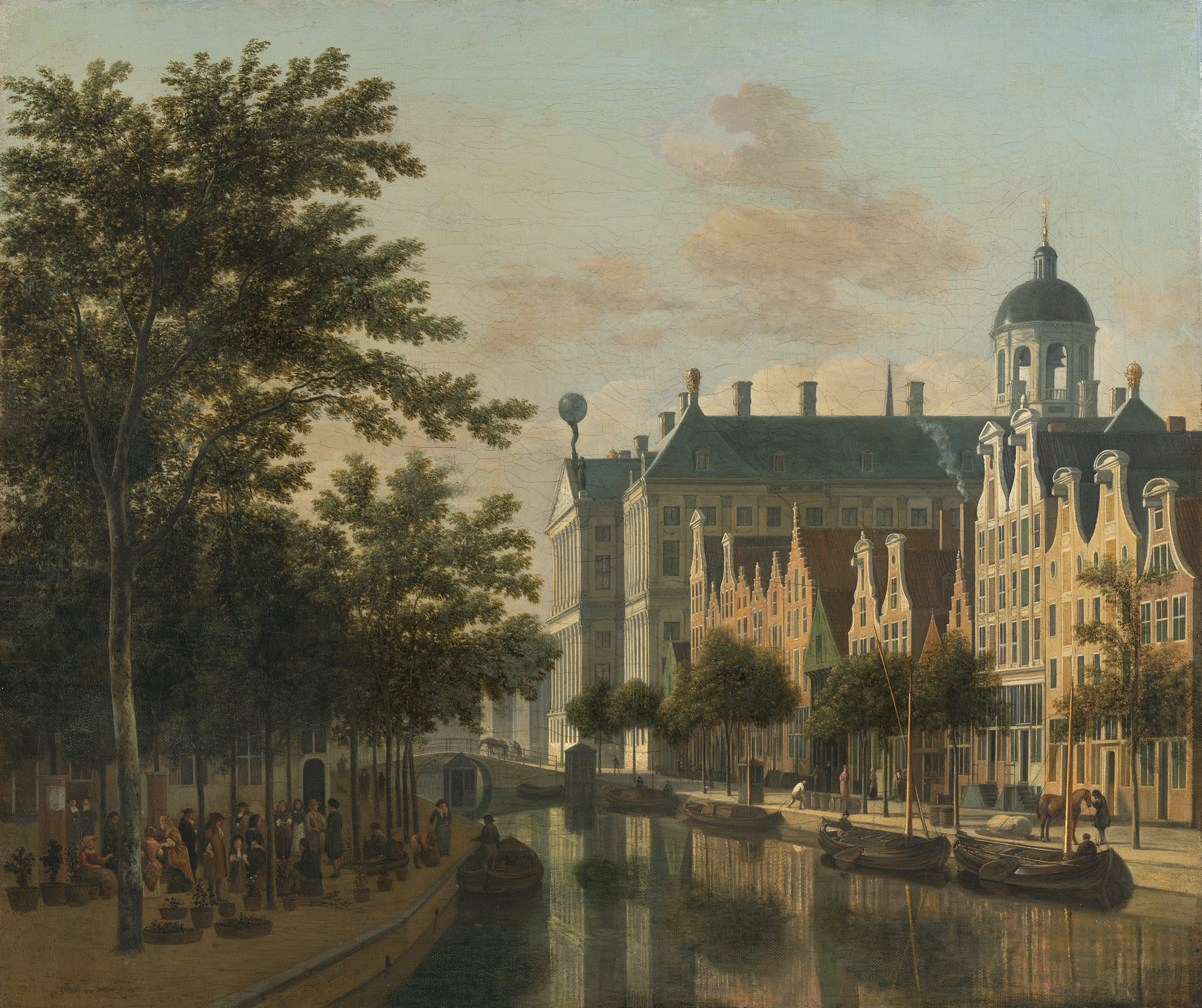
Vista do Nieuwezijds Voorburgwal, onde se destaca a Stadhuis, actual Palácio Real.

A antiga câmara municipal gótica de Amesterdão tinha-se tornado obsoleta e necessitava de ser substituída por outra. O novo Stadhuis devia servir como um símbolo da independência dos Países Baixos e da paz finalmente alcançada, mas também como local de ostentação da riqueza da cidade e da supremacia da Província da Holanda. Para além de servir os propósitos profanos relacionados com a administração, a justiça e da defesa da cidade, também era visto como um símbolo do estatuto da região e da sua burguesia. A área que compreendia a República das Sete Províncias Unidas dos Países Baixos só passou a ser governada por uma monarquia a partir de 1806, com a implantação do Reino da Holanda, servindo-se até então da soberania das classes. Durante a Idade de Ouro, o domínio do estado encontrava-se nas mãos dos comerciantes, a burguesia comercial e financeira. A riqueza material era considerada como uma graça de Deus e estabeleceu o poder das classes, motivo pelo qual também queriam o seu "Palácio do Doge". 
Para o novo edifício foram elaborados diferentes desenhos. Devia situar-se nas vizinhanças do velho edifício voltado para o Dam, sem dúvida, o maior espaço livre no interior da cidade de Amesterdão, o qual já desempenhava desde há muito as funções de fórum público e político. Desde a Idade Média que a câmara municipal estava aqui instalada, frente à qual se concretizavam as execuções públicas. O Tratado de Münster trouxe consigo tanto entusiasmo e confiança que, finalmente, o ambicioso plano foi executado. À frente da obra ficou Jacob van Campen, um arquitecto que havia feito nome com a construção do Huis ten Bosch e com a renovação do Paleis Noordeinde, dois palácios de Haia.

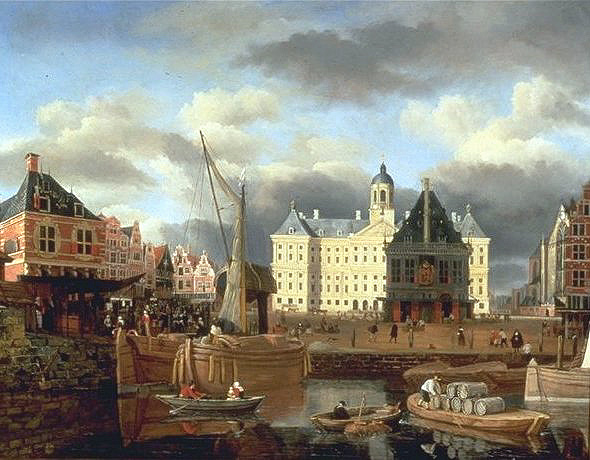
O Damrak, com o recém-construído Stadhuis, actual palácio real, por trás da Waag (casa de pesos).

A sofisticada fundação profunda, para a qual foram introduzidos no terreno 13.659 troncos de árvores, foi elogiada arquitectonicamente como a "oitava maravilha do mundo". O número de estacas necessárias ainda hoje é bem aprendido pelos alunos holandeses através uma mnemónica: dagen van het jaar, eentje ervoor, negentje erachter ("O número de dias do ano com um Um antes e um nove depois").
O responsável pela execução técnica do edifício foi o mestre de obras municipal Daniël Stalpaert. Quando os custos de construção se tornaram cada vez mais elevados, ameaçando ficar fora de controle, o arquitecto Jacob van Campen entrou em conflito com a administração da cidade, Stalpaert também foi chamado ao local, em 1654, para controlar esses custos. Desconhece-se o motivo pelo qual van Campen viu, no mesmo ano, as suas tarefas diminuidas — apesar de largamente realizadas — e Stalpaert recebeu a responsabilidade total da construção; Vondel apenas pode especular sobre o assunto, afirmando que as alterações arbitrárias feitas por Stalpaert nos detalhes do plano de construção terão desagrado a Van Campens.
Em 1655, a Casa da Câmara foi solenemente inaugurada, embora a construção só tenha ficado totalmente concluida dez anos depois. Os trabalhos na decoração interior mantiveram-se até ao início do século XVIII. A velha Casa da Câmara ardera em 1652.

## Localização

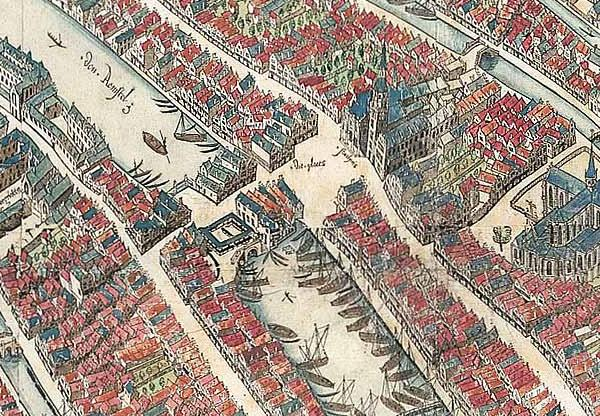
Amesterdão, com a Praça Dam ao centro (Cornelis Anthonisz, 1544).

A Praça Dam, em torno da qual a cidade se estendia, foi construída no século XIII, sendo mencionada pela primeira vez em 1275. Inicialmente, encontrava-se naquele lugar um dique (dam) –  de onde advém o nome da praça e da própria cidade de Amesterdão: Amsterdam — dique no rio Amstel) – com comportas para regular o Amstel e associado a um conjunto de casas individuais, onde se desenvoveu rapidamente o mercado da cidade em grande expansão. Na imagem de Cornelis Anthonisz, datada de 1544, aparece a cidade antes da construção da nova Casa da Câmara, quase trezentos anos após a fundação da cidade.

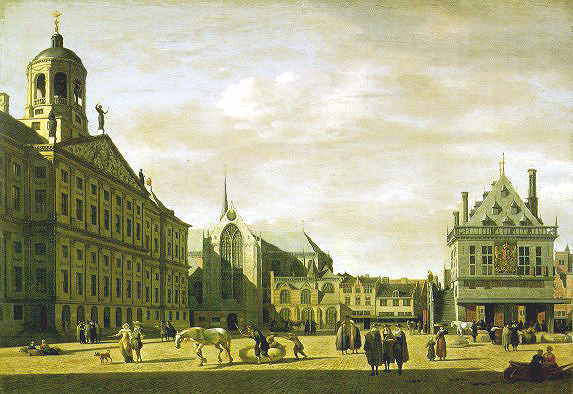
Aspecto da Praça Dam no século XVIII, com a Casa da Câmara, actual Palácio Real, à esquerda, seguido da Nieuwe Kerk e da Waag (demolida em 1808).

A praça era dominada desde o início do século XV pela Onze Lieve Vrouwekerk ("Igreja de Nossa Senhora"), quase desaparecida pelas chamas em 1645, sendo o novo edifício chamado de Nieuwe Kerk ("Nieuwe Kerk"); é aqui que tem lugar a entronização dos reis e das rainhas dos Países Baixos desde 1815. Por outro lado, também existia na praça uma Waag (casa de pesagem), além de muitas casas de comerciantes e de mercadores, os quais desembarcavam directamente as suas mercadorias dos navios atracados no Amstel. 
Na parte ocidental da praça (antes da barragem do Amstel) já existia desde há séculos um velho mercado de peixe. Na parte sul, foi edificada por Hendrick de Keyser, entre 1608 e 1611, a primeira Bolsa de Valores de Amesterdão, demolida em 1835. Em 1845, um pouco mais para nordeste, no local onde se erguem, desde 1914, os célebres Armazéns De Bijenkorf, foi concebida a bolsa por Jan David Zocher jr. (1791–1870), demolida em 1903 e substituída pelo edifício Beurs van Berlage, este último localizado na Damrak.
No início do século XVII, o Magistrado de Amesterdão já tinha começado a dar pequenas parcelas de terreno, especialmente na parte ocidental da dam, destinadas à criação duma nova e generosa Casa da Câmara.

## Estrutura

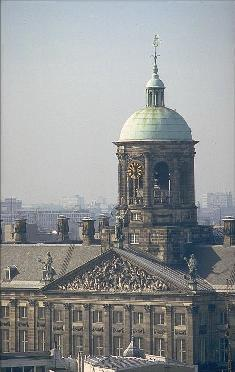
Frontão e cúpula do Palácio Real de Amesterdão.

Os planos de Jacob van Campen foram inspirados nos clássicos palácios administrativos romanos, mas com influências romanas, gregas, francesas e, também, calvinistas. A magnífica construção neoclássica forma um rectângulo de 80 metros de comprimento, por 63 de largura e 33 de altura, cujo centro está adornado por uma cúpula de catedral, que se eleva por mais 20 metros, no cimo da qual se ergue uma torre coroada por um cata-vento em forma de Kogge holandesa (um determinado tipo de veleiro). No alto do frontão triagular ergue-se uma estátua em bronze alusiva à Paz de Vestfália, flanqueada, à esquerda e à direita, pelas personificações da Sabedoria e da Justiça, referindo-se ao uso inicial do palácio como Casa da Câmara com funções de administração da cidade e Tribunal.

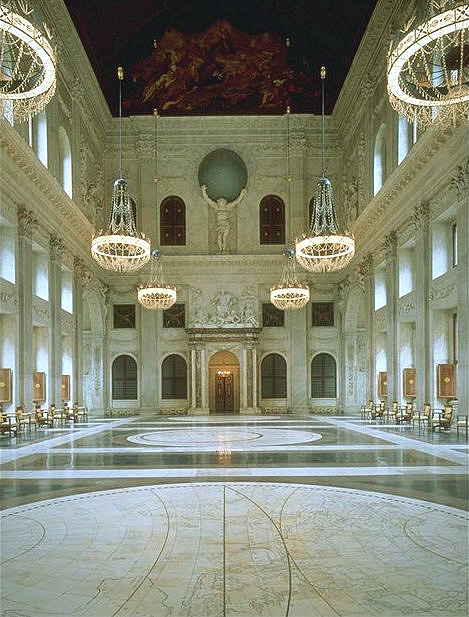
Salão da Cidade, Palácio Real de Amesterdão.

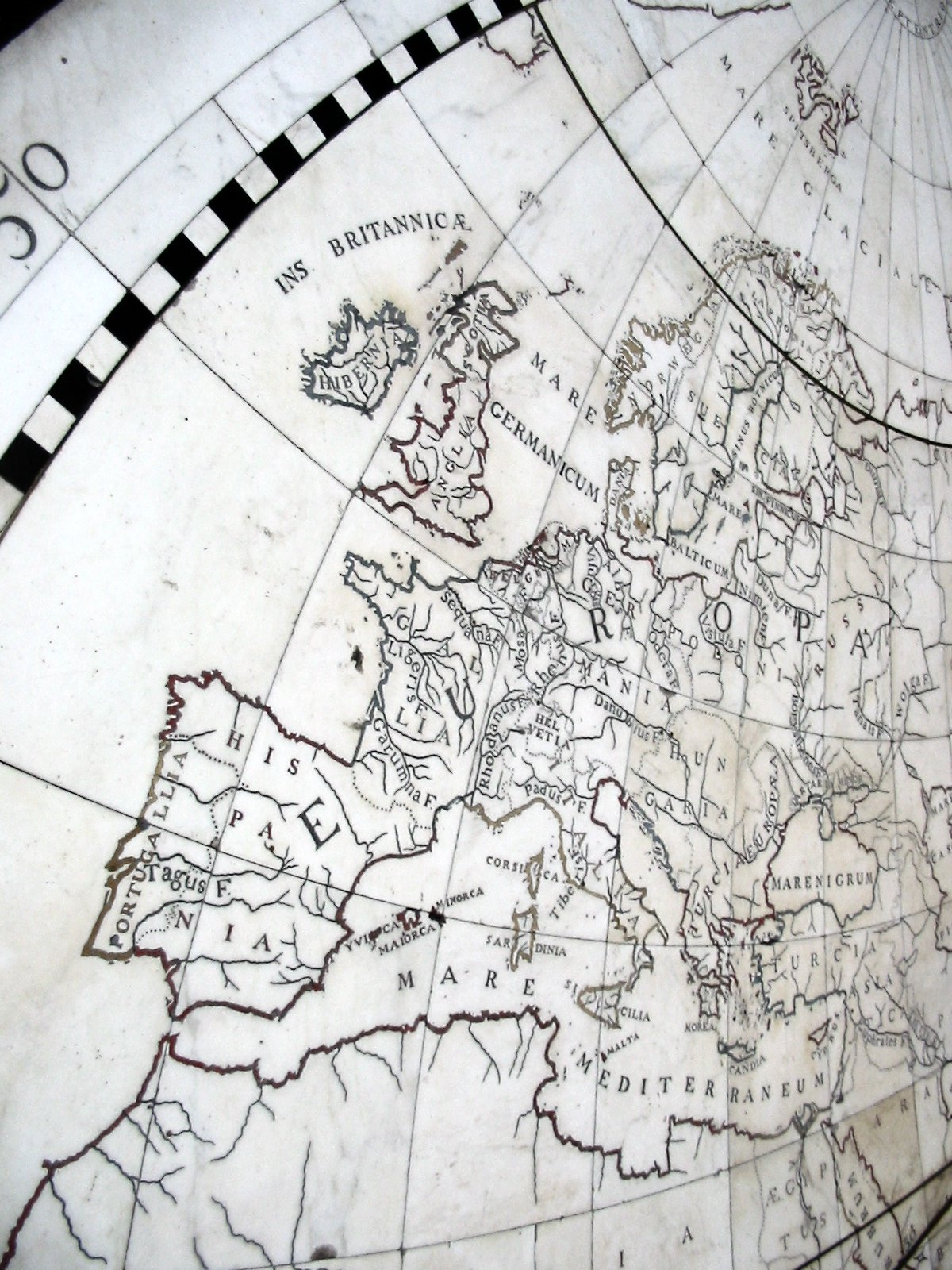
Salão da Cidade, Detalhe do chão em mármore.

O exterior combina elementos dos palácios franceses (sistema de pavilhões-ala) com a parte central realçada por um elemento palladiano (projecção com frontão triangular). Com uma planta quadrangular, os quartos de serviço e espaços de recepção estão instalados em corredores de ambos os lados do cemtral Salão da Cidade. Esta grande sala, situada por baixo da cúpula central, corresponde à profundidade e altura totais do edifício.
O edifício foi totalmente executado em arenito de Bentheim, cuja original cor de casca de ovo, quase branca, foi descolorindo e escurecendo com o passar do tempo. Numerosas estátuas, relevos e pinturas de parede adornam o edifício; o tímpano principal apresenta uma alegoria da Cidade de Amesterdão como governante dos mares. A área de entrada ocupa toda a largura do frontão e encontra-se avançada. Ao nível da rua – sem a "divisionista" berma, para enfatizar a ideia de que a Stadhuis devia incluir todos os cidadãos – elevam-se sete arcos simples, como referência às sete províncias da República das Sete Províncias Unidas dos Países Baixos. De facto, apesar do ênfase dado à parte central, a entrada não é fácil de encontrar; deste modo, o edifício estava melhor protegido contra os possíveis atacantes.
A relativamente pequena Gerichtssaal (Salão do Tribunal) é o espaço mais magnificamente equipado, embora tenha renunciado, em grande medida, o uso às cores, para sublinhar o "uso do sombreado". A principal escadaria conduz ao Bürgersaal (Salão da Cidade), com 28 metros de altura, no qual Amesterdão coloca, literalmente, o mundo a seus pés; esta representa o universo com Amesterdão como seu punto fulcral absoluto. Nos cantos da galeria de circulação encontram-se representados o Sol, a Lua e planetas, para tornar mais clara a posição em que a cidade foi considerada. As paredes estão decoradas com pinturas alegóricas, de até seis metros de altura, muitas delas executadas por Ferdinand Bol e Govert Flinck, ambos alunos de Rembrandt. Pinturas com temas mitológicos alternam com estátuas de motivos biblicosl com "o direito de apontar os dedos" dos calvinistas: Atlas, com o mundo às costas, sob as ordens permanentes da Justiça (a Justiça) com os seus assistentes: a Morte, um esqueleto, uma ampulheta rodando na mão e as "punições", representadas por uma mulher com instrumentos de tortura. A Justiça expulsa a Ganância, simbolizada pelo Rei Midas com as suas orelhas de burro, e a Inveja, representada por uma mulher com cobras como cabelo.
Todo o salão principal está revestido a mármore, com as partes superiores ocultadas por enganosamente reais madeiras marmóreas, obra não desnecessáriamente difícil de fazer. Assim, este salão do município, com os seus 36 metros de comprimento por 18 de largura, é um dos maiores da Europa. Especialmente notável é o mobiliário em Estilo Império, um legado de Louis Bonaparte, conhecido como Lodewijk Napoleon, primeiro Rei da Holanda, o qual determinou a mudança de estatuto do palácio; de Casa da Câmara para Palácio Real. Podem ser rncontradas sculturas e pinturas em praticamente todas as divisões. Em muitos os espaços existem brilhantes afrescos nos tectos.

## Utilização como palácio

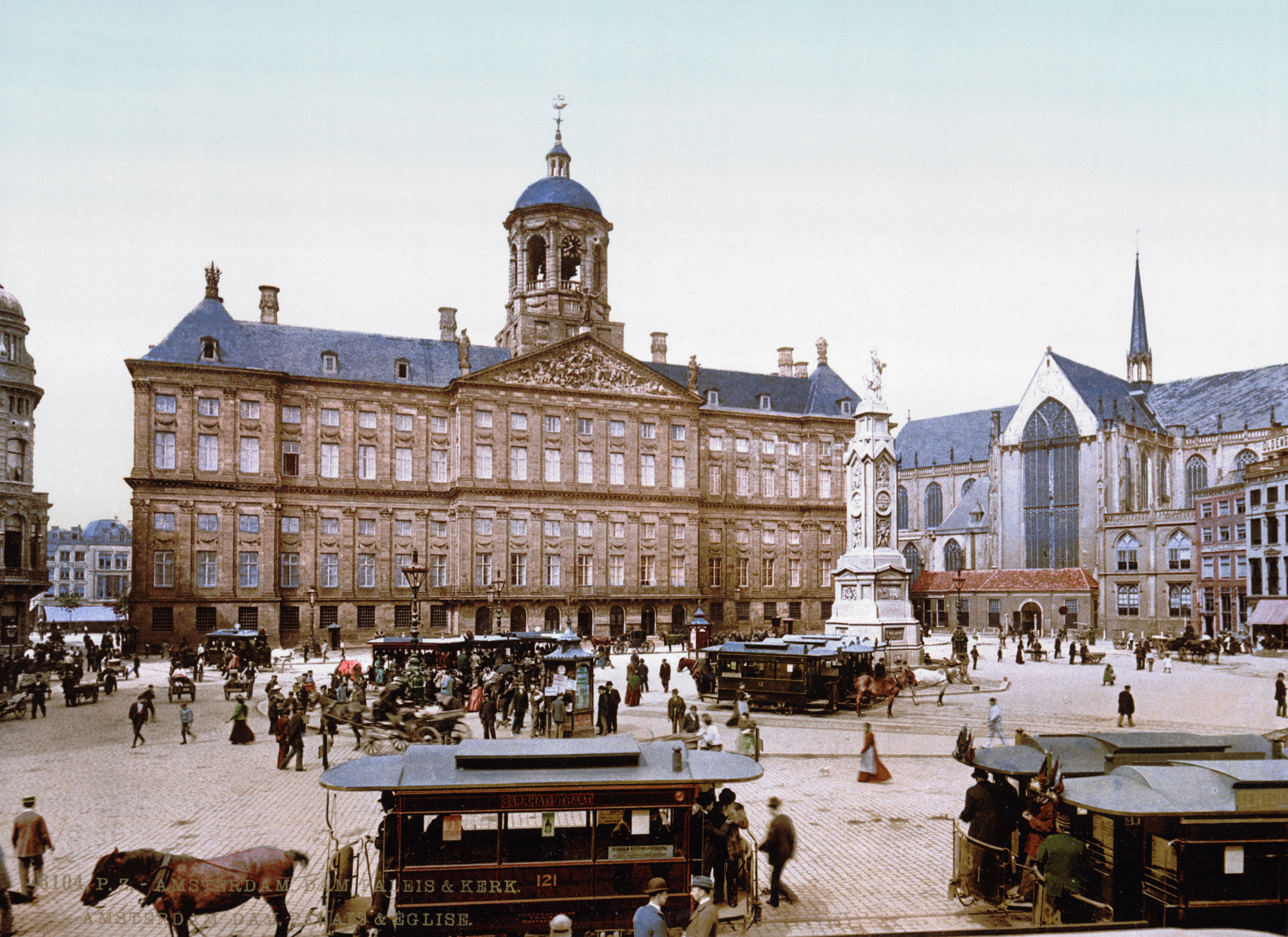
Aspecto da Praça Dam e do Palácio Real de Amesterdão na década de 1890.

Em 1808, o edifício da Casa da Câmara foi convertido em palácio residencial para o Rei Louis Bonaparte, o qual tinha escolhido Amesterdão como cidade de residência. O edifício passou a ser conhecido desde então como Koninklijk Paleis (Palácio Real). Foi construída uma varanda saliente e as galerias divididas com paredes de madeira.

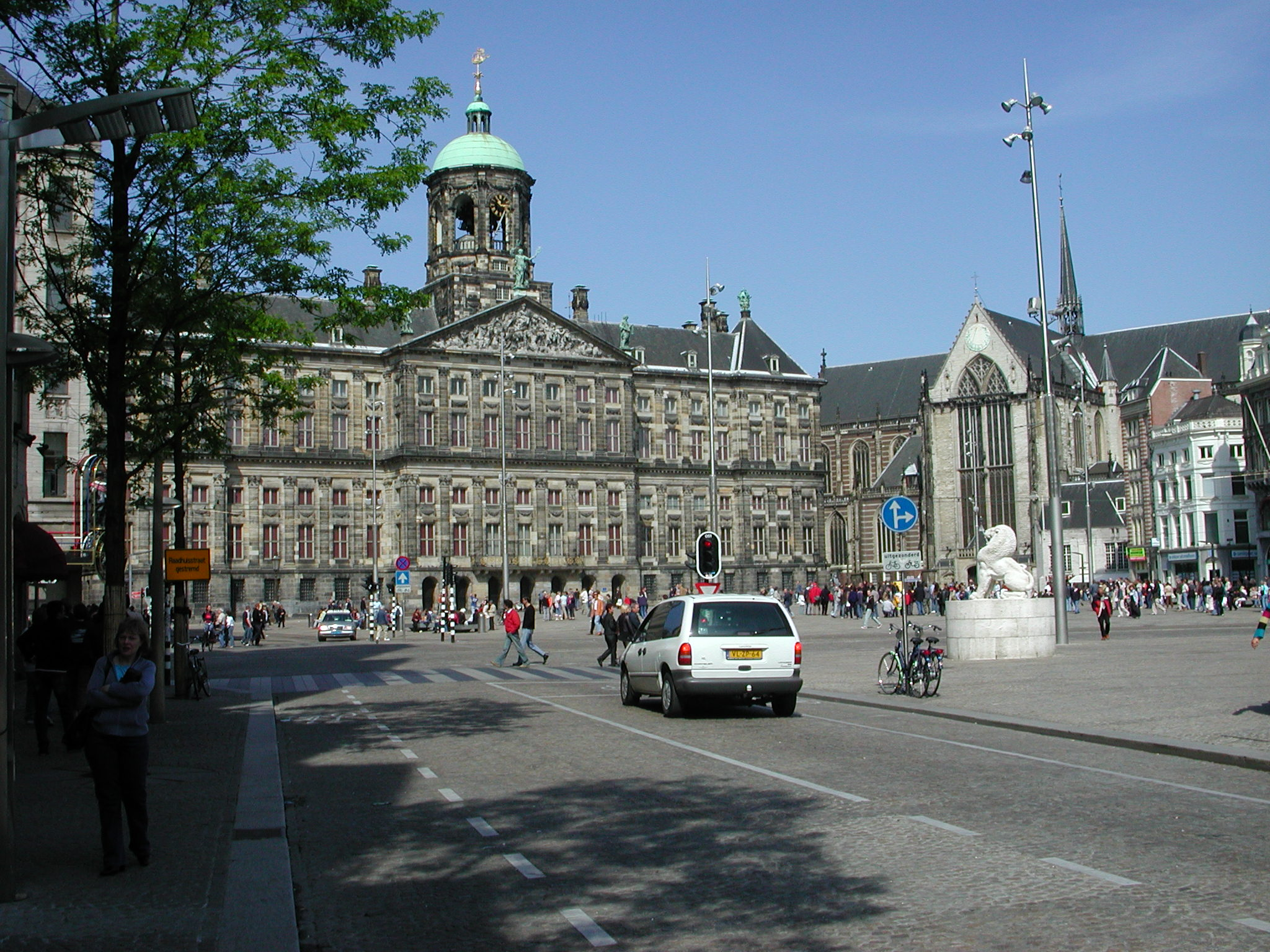
Aspecto da Praça Dam e do Palácio Real de Amesterdão em 2005.

Louis Bonaparte fundou um Museu Real no palácio, o qual constitui a base do posterior Rijksmuseum.
Em 1810, uma vez que os Países Baixos foram anexados pela França, o palácio chegou a servir temporariamente de Palácio Imperial.
Em 1813, depois da retirada dos franceses, o palácio foi devolvido à cidade de Amesterdão, recuperando as funções de Casa da Câmara. 
Depois da Batalha de Waterloo (1815) e do Congresso de Viena (1814-1815), passou a ser residência da família real dos Países Baixos. No dia 30 de Março de 1814, Guilherme I foi aqui coroado rei. 
Em 1939, o governo holandês comprou o edifício à cidade de Amesterdão por 10 milhões de florins. Até à época da Rainha Guilhermina, que aqui se mostrou muitas vezes, o palácio foi usado regularmente pela família real. Ganhou simbolismo em 1948, com a sua filha Juliana a aparecer na varanda do palácio depois de ter abdicado a seu favor.

## Utilização actual

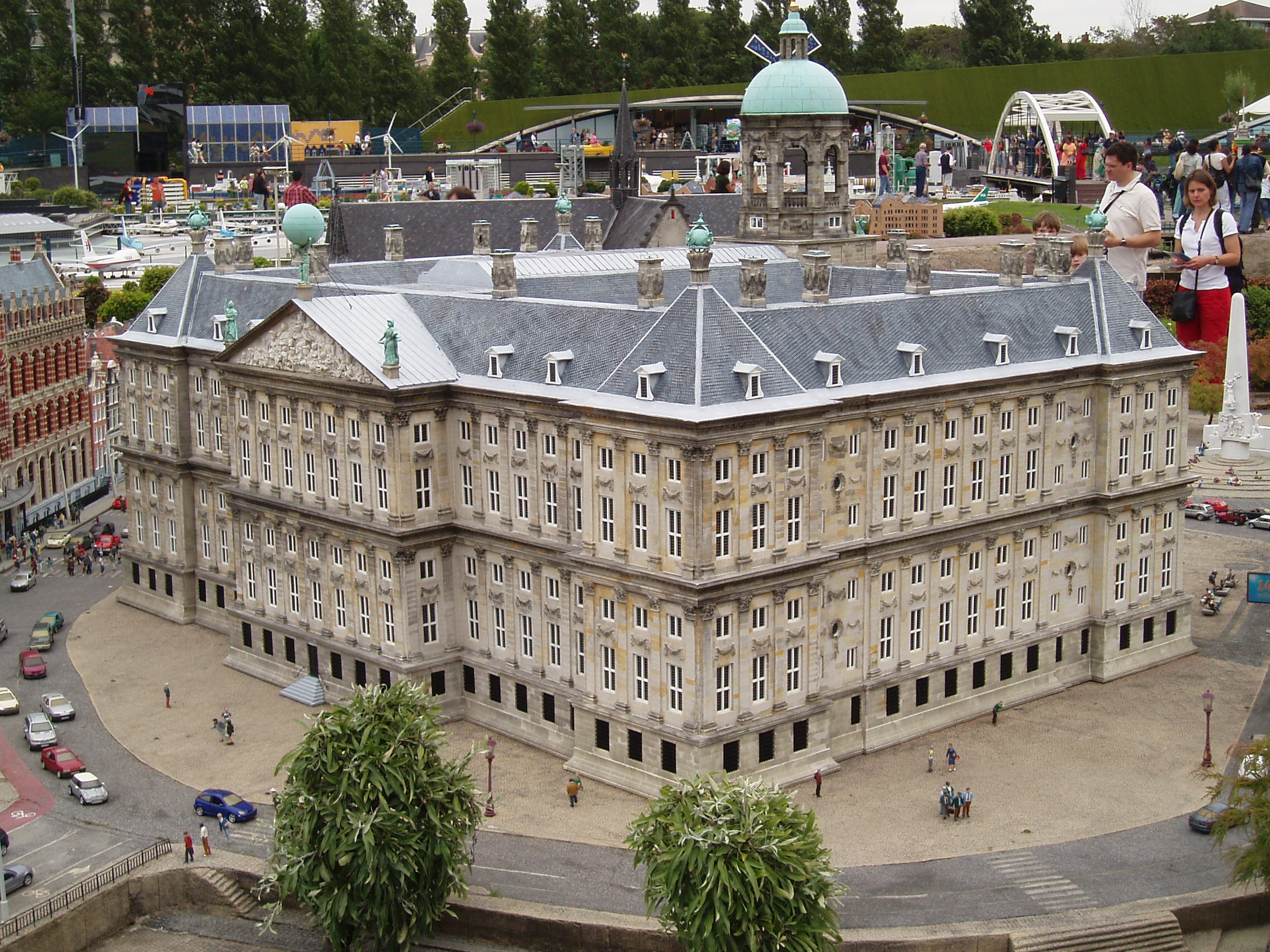
Modelo do Palácio Real de Amesterdão na Madurodam.

Em 1966 foi celebrado no palácio o casamento de Beatriz com o Príncipe Claus, a qual apareceria na varanda aquando da sua entronização como rainha, em 1980. Em Fevereiro de 2002, o seu filho mais velho e herdeiro do trono, Guilherme Alexandre, apareceu na mesma varanda com Máxima no dia do seu casamento. 

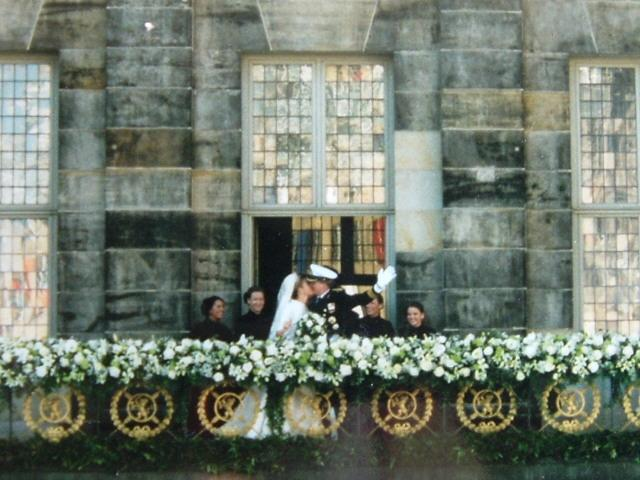
Casamento Real; Guilherme Alexandre e Máxima Zorreguieta na sacada do Palácio Real.

Habitualmente, os membros da família real só estão presentes no palácio durante as recepções oficiais, estando o rei normalmente presente na recepção de Ano Novo. Além disso, o palácio tem funções de Residência de Estado, com os visitantes de Estado e outas altas individualidades a ficarem acomodados no edifício.
No século XX, o palácio foi restaurado várias vezes, sendo revertidas grande parte das alterações de Louis Bonaparte.
Desde Setembro de 2005, o palácio está fechado ao público devido a restauros de longa duração, estando planeada a renovação da ala residencial destinada aos hóspedes de Estado. O custo das obras está estimado em 67 milhões de euros.
A reabertura está prevista para o início de 2009. Espera-se que, posteriormente, o edifício volte a estar disponível ao público e que passe a acolher muito mais eventos culturais. Anteriormente, recebia mais de 100.000 visitantes por ano; uma das úlimas exposições, com obras de Ludolf Backhuysen (1630–1708), esteve patente ao público durante o Verão de 2004.

## Literatura
em holandês

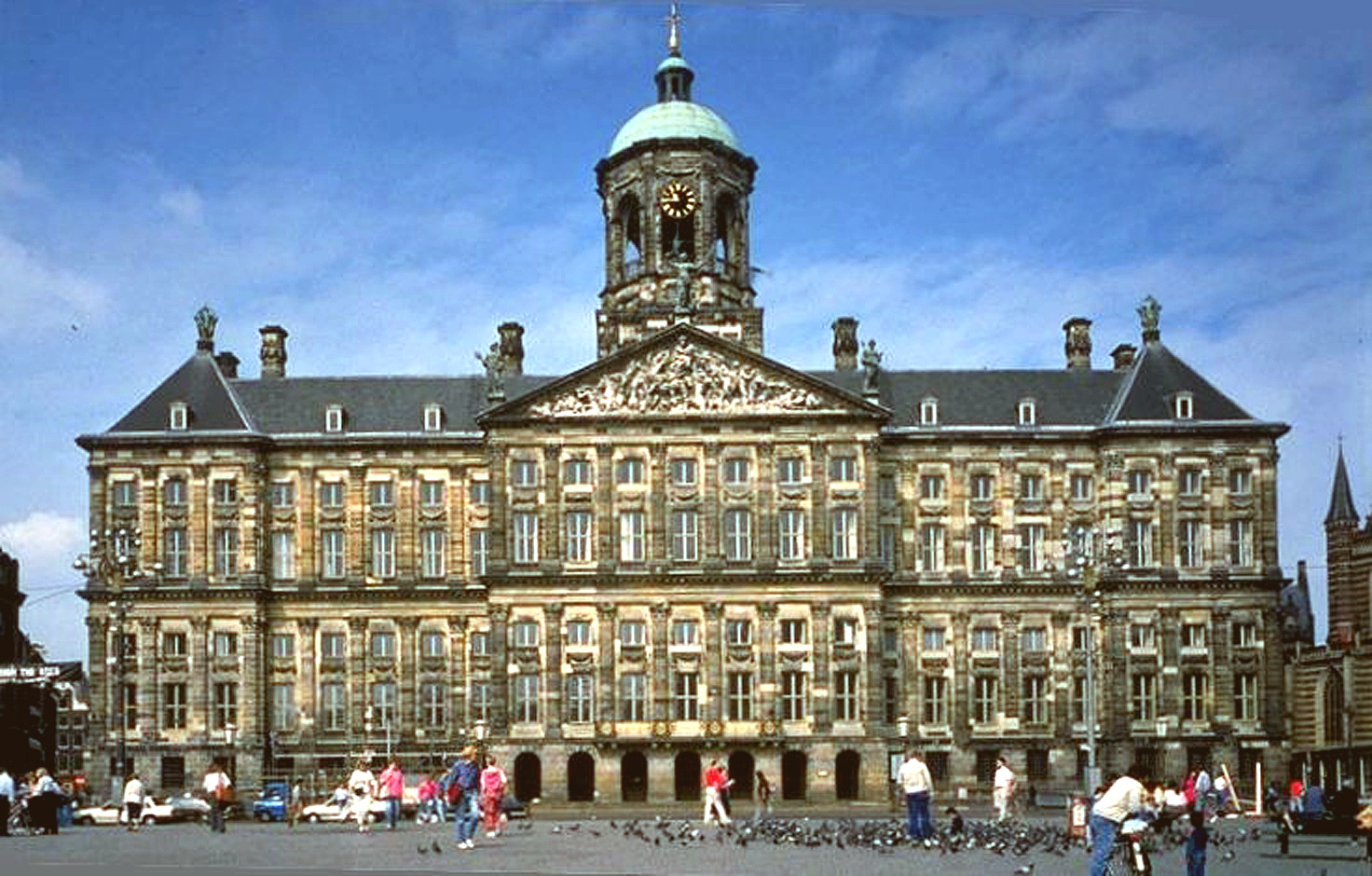
Fachada do Palácio Real de Amesterdão.

- Eymert-Jan Goossens: Schat van Beitel en Penseel, Het Amsterdamse stadhuis uit de Gouden Eeuw. Waanders, Zwolle (auch: Stichting Koninklijk Paleis, Amsterdam) 1996 ISBN 90-400-9880-8
- Jacobine E. Huisken, Koen A. Ottenheym, Gary Schwartz u. a.: Jacob van Campen. Het Klassieke ideaal in de Gouden Eeuw. Architectura & Natura Pers, Amsterdam (auch: Stichting Koninklijk Paleis, Amsterdam) 1995, ISBN 90-71570-52-5
- Joost van den Vondel, Edition von Marijke Spies et al. (Hrsg.): Inwydinge van't stadthuis t'Amsterdam. Dick Coutinho, Muiderberg, 1982 ISBN 90-6283-584-8

em alemão
- Geert Mak, Isabelle de Keghel: Amsterdam. Biographie einer Stadt. Btb, Munique, 2006 ISBN 3442735157
- Michael North: Geschichte der Niederlande. C. H. Beck, Munique, 1997 ISBN 3406418783